# Crystal Blue-Haired Persuasion
«Crystal Blue-Haired Persuasion» (укр. «Кришталево синьоволосий доказ») — фінальна, двадцять третя, серія тридцятого сезону мультсеріалу «Сімпсони», прем'єра якої відбулась 12 травня 2019 року у США на телеканалі «Fox».

## Сюжет
Через невелике падіння прибутку на атомній станції містер Бернс скасовує медичну страховку для дітей працівників, що не дозволяє нікому отримувати державну медичну допомогу.
Барт змушений перейти на непатентовані ліки проти свого синдрому дефіциту уваги, але це призводить до дивних побічних ефектів. Доктор Нік не допомагає в цій ситуації, однак в магазині кристалів «FAO Quartz», Мардж і Барт виявляють сині цілющі кристали. Мардж вирішує використовувати їх на додаток до його лікування. Через три тижні Барт приносить додому «відмінно», демонструючи силу кристалів.
Коли звістка про академічний успіх Барта поширюється серед батьків міста, і ті хочуть використовувати кристали для особистих потреб, Мардж йде купувати більше кристалів. Однак магазин «FAO Quartz» закривається, і власниця віддає Мардж весь інвентар.
Мардж відкриває свій власний магазин кристалів «Середньовічну New Age крамницю» (англ. «Ye Olde New Age Store») з гаража і бізнес зазнає розквіту. Коли матеріали починають вичерпуватися, Ліндсі Нейджл пропонує розширити бізнес, перейменувавши його в «Мурмур».
В цей час Пайпер Пейслі, власниця релаксорію цілющої краси в Шелбівіллі, «Плоп», погрожує Мардж, щоб та вийшла з бізнесу. Мардж, ігноруючи занепокоєння Гомера, вирішує відкрити кіоск «Мурмур» в торговому центрі Шелбівілля, поруч з «Плоп».
Скептично ставлячись до терапії кристалами, Ліса вивчає останні шкільні роботи Барта і виявляє, що у Барта є приховані замітки на малюнках класної кімнати, які показують тільки кристали. Вона переконує Барта зізнатися Мардж, оскільки він зраджує єдину людину, яка ставилася до нього з любов'ю і прихильністю, — свою маму.
Коли Барт зізнається Мардж, що її обдурив, і клієнти Мардж скаржаться їй, що кристали не працюють, Мардж розуміє, що кристали тільки погіршують життя людей. Вона закриває «Мурмур» і поступається Пайпер, до великого полегшення останньої. Вона також каже Гомеру, який звільнився з роботи через успіх дружини і взяв на себе роль стереотипного чоловіка, який сидить вдома, повернутися до роботи на Спрінґфілдській електростанції.
У фінальній сцені Мардж відвідує колишню власницю «FAO Quartz» в культі. Жінка користується можливістю втекти з Мардж від свого нового культу. Коли вони їдуть в машині Мардж, власниця культу підриває міст, намагаючись перешкодити їм втекти…

## Ставлення критиків і глядачів
Під час прем'єри серію переглянули 1,5 млн осіб з рейтингом 0,5, що зробило її найменш популярною серією 30 сезону і загалом на той час.
Денніс Перкінс з «The A.V. Club» дав серії оцінку B-, сказавши, що серія «вище середнього, за мірками сезон 30 сезону», однак вона «змусила його відчувати себе втомленим» від того, що «колишню славу й оптимізм „Сімпсонів“, який вселяє надію, просто ніколи не повернути».
Згідно з голосуванням на сайті The NoHomers Club більшість фанатів оцінили серію на 3/5 із середньою оцінкою 2,97/5.